# 巴夫圖蓋
巴夫图盖（羅馬化：Bavtugay；阿瓦尔语：Бавтугъай；库梅克语：Бавтогъай）是俄罗斯达吉斯坦共和国的市级镇，属共和国辖市克孜勒尤尔特市范围内，位于苏拉克河左岸，在共和国首府马哈奇卡拉西北方。
该地2021年人口有5,010人；；2010年人口4,765人；2002年人口5,042人